# امیلی ایکس. آر. پن
امیلی ایکس آر. پَن (انگلیسی: Emily X.R. Pan) نویسنده آمریکایی و پرفروش‌ترین نویسندۀ داستان‌های مخصوص برای جوانان در نیویورک تایمز است که بیشتر به خاطر اولین رمانش به نام رنگِ شگفت‌انگیزِ روح شناخته می‌شود.